# 3460 Ashkova
3460 Ashkova (1973 QB2) là một tiểu hành tinh vành đai chính được phát hiện ngày 31 tháng 8 năm 1973 bởi Smirnova, T. ở Nauchnyj.